# Trichogramma marylandense
Trichogramma marylandense is een vliesvleugelig insect uit de familie Trichogrammatidae. De wetenschappelijke naam is voor het eerst geldig gepubliceerd in 1982 door Thorpe.